# Lezo
Lezo és un municipi de la província de Guipúscoa, pertanyent a la comarca de Donostialdea (País Basc).
Entre el 21 i el 24 de març de 2008 s'hi va celebrar el Gazte Topagunea.

## Personajes destacats
- Elías Salaverría (1883-1952): Pintor.
- Eugenio de Ochoa (1815-1872): Escriptor, crític, bibliògraf, editor i traductor, pertanyent al Romanticisme.
- Antonio Pildain Zapiain (1890-1973) religiós i polític, diputat a Corts el 1931 i bisbe de Las Palmas el 1936-1966
- Tomas Garbizu (1937-1989) compositor musical.